# Pedraza (Segovia)
Pedraza egy község Spanyolországban, Segovia tartományban. Pedraza Aldealengua de Pedraza, Santiuste de Pedraza, Arahuetes, Valleruela de Pedraza, La Matilla, Orejana, Arcones, Matabuena és Gallegos községekkel határos. Lakosainak száma 349 fő (2024).

## Népesség
A település népessége az elmúlt években az alábbi módon változott:
| Lakosok száma | 454  | 488  | 481  | 473  | 461  | 426  | 388  | 344  | 341  | 349  |
|               | 2001 | 2004 | 2007 | 2009 | 2012 | 2014 | 2017 | 2019 | 2022 | 2024 |